# Celor semenowi
Celor semenowi är en stekelart som beskrevs av Kokujev 1901. Celor semenowi ingår i släktet Celor och familjen brokparasitsteklar. Inga underarter finns listade.